# هيموسودات

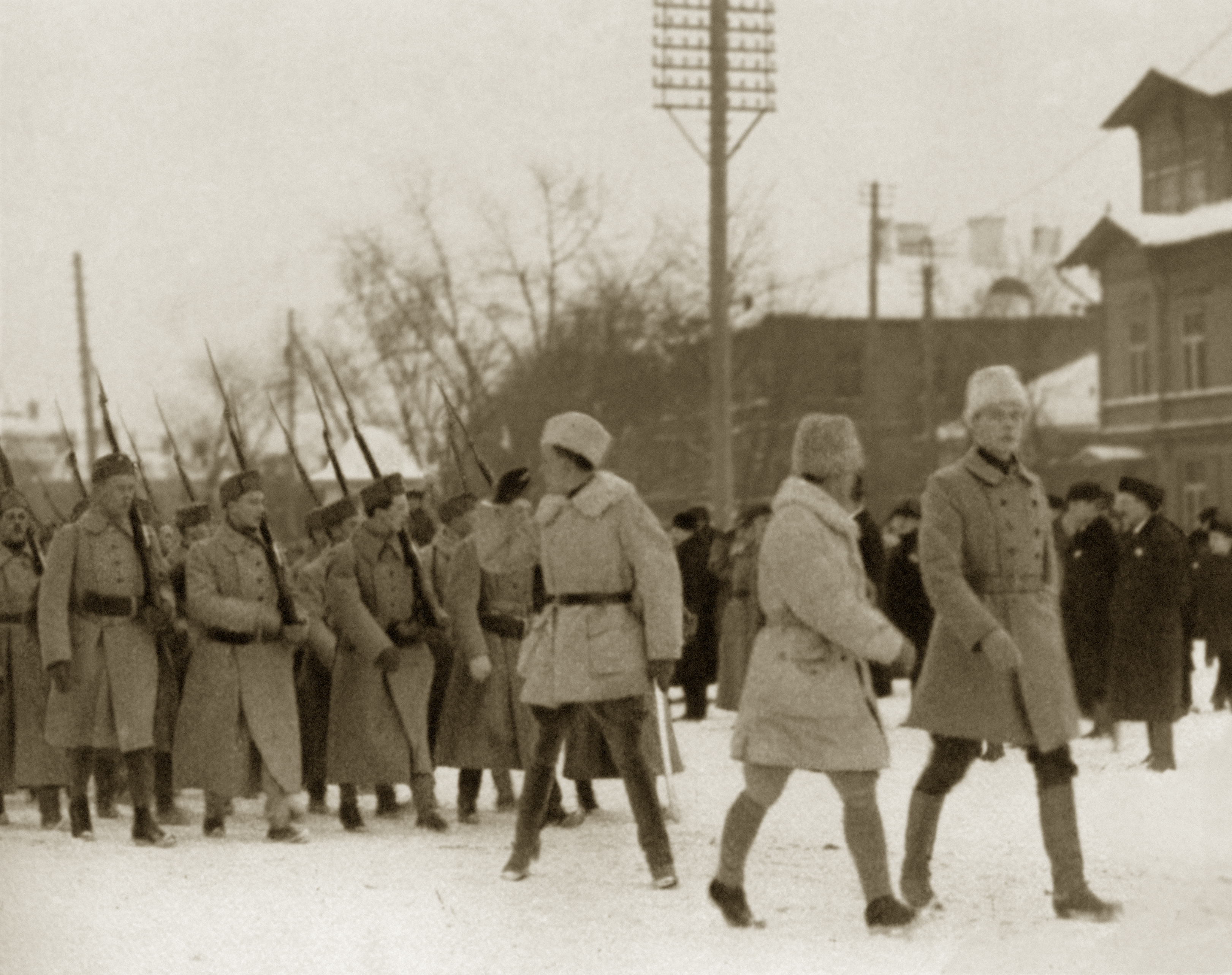

الهيـْموسودات (Heimosodat) مصطلح في التأريخ الفنلندية يعني حرفياً «حروب ذوي القـُربة».و هو يشير إلى صراعات دارت في المناطق التي تسكنها شعوب فينية أخرى، غالباً في روسيا أو على الحدود الروسية، وشارك فيها حوالي 9000 متطوع فنلندي بين عامي 1918 و1922 ، لبسط السيطرة الفنلندية على المناطق ذات الغالبية السكانية الفينية. أخذت العديد من الجنود المتطوعين فكرة فنلندا الكبرى. بعض الصراعات كانت التوغلات من فنلندا والبعض الآخر كانت انتفاضات المحلية، حيث سعى المتطوعون إما لمساعدة الشعب في نضاله من اجل الاستقلال أو لضم المناطق إلى فنلندا.